# Comuna Preseka, Zagreb
Preseka este o comună în cantonul Zagreb, Croația, având o populație de 1.448 de locuitori (2011).

## Demografie
Componența etnică a comunei Preseka
     Croați (99,24%)
     Necunoscut (0%)
     Neclasificat (0,48%)
Componența confesională a comunei Preseka
     Catolici (97,65%)
     Necunoscută (0,69%)
     Alte religii (1,66%)
Conform recensământului din 2011, comuna Preseka avea 1.448 de locuitori. Din punct de vedere etnic, majoritatea locuitorilor (99,24%) erau croați. Din punct de vedere confesional, majoritatea locuitorilor (97,65%) erau catolici. Pentru 0,69% din locuitori nu este cunoscută apartenența confesională.